# Alfabeto fenício

Vários modelos de alfabetos como o latino, o grego, e o árabe evoluiram do aramaico, que por sua vez foi a única evolução do fenício.

O alfabeto fenício (na verdade um consonantário, por ter apenas as consoantes e não as vogais), foi o sistema de escrita usado na Fenícia (atuais Síria, Líbano e norte de Israel) que viria a dar origem a grande parte dos sistemas atuais. Foi adaptado do anterior alfabeto semítico e seu registro mais antigo data de 1200 a.C. O sistema deriva da escrita protosinaítica, por sua vez derivada dos hieróglifos egípcios.
A inovação do alfabeto fenício está em sua natureza puramente fonética, na qual cada símbolo representa um som, que exige a memorização de apenas alguns caracteres, diferentemente dos sistemas logográficos hieroglíficos e cuneiformes (apesar de não totalmente logográficos), com o primeiro se valendo de caracteres fonéticos e do segundo se valendo de um sistema silábico[A partir de quando? Antes ou depois do surgimento do sistema fenício?], em que cada caractere representava uma palavra, fazendo necessária a existência de milhares de caracteres (de forma similar aos caracteres chineses), que por sua vez exigiam alta especialização para serem aprendidos.
Dentre os sistemas derivados do fenício, estão o alfabeto grego, a escrita itálica antiga e o aramaico (que por sua vez originaria os abjads hebraico e árabe). Não são exemplos de descendência aqueles sistemas do sul da Arábia e o etíope.
O alfabeto fenício é melhor descrito como um abjad porque só contém caracteres para representar consoantes, as vogais devendo ser inferidas, enquanto que um verdadeiro alfabeto representa tanto consoantes quanto vogais.

## O alfabeto
É interessante observar que, tendo origem em sistemas logográficos como o egípcio, o desenho das letras e seus nomes são acrofônicos, com o nome da letra iniciando com o som que ela representa e denunciando sua antiga significação pictográfica.
Veja como, por exemplo, 'aleph significava boi e o caractere vinha da representação de uma cabeça de gado rotacionada em 90 graus.
| Letra | Nome   | Significado da imagem | Som        | Letra correspondente em | Letra correspondente em | Letra correspondente em | Letra correspondente em | Letra correspondente em | Letra correspondente em |
| Letra | Nome   | Significado da imagem | Som        | Hebraico                | Siríaco                 | Arábico                 | Grego                   | Latim                   | Cirílico                |
| ----- | ------ | --------------------- | ---------- | ----------------------- | ----------------------- | ----------------------- | ----------------------- | ----------------------- | ----------------------- |
|       | ʼāleph | boi                   | [ʔ]        | א                       | ܐ                       | ﺍ                       | Αα                      | Aa                      | Аа                      |
|       | bēth   | casa                  | [b], [v]   | ב                       | ܒ                       | ﺏ                       | Ββ                      | Bb                      | Бб, Вв                  |
|       | gīmel  | camelo                | [g], [ɣ]   | ג                       | ܓ                       | ﺝ                       | Γγ                      | Cc, Gg                  | Гг                      |
|       | dāleth | porta                 | [d], [ð]   | ד                       | ܕ                       | د،ذ                     | Δδ                      | Dd                      | Дд                      |
|       | hē     | postigo               | [h]        | ה                       | ܗ                       | ﮬ                       | Εε                      | Ee                      | Ее, Єє                  |
|       | wāw    | unha                  | [w]        | ו                       | ܘ                       | ﻭ                       | Υυ                      | Uu, Vv, Ww, Yy          | Уу                      |
|       | zayin  | punhal                | [z]        | ז                       | ܙ                       | ﺯ                       | Ζζ                      | Zz                      | Зз                      |
|       | ḥēth   | cerca                 | [ħ]        | ח                       | ܚ                       | ح،خ                     | Ηη                      | Hh                      | Ии, Йй                  |
|       | ṭēth   | roda                  | [tˤ]       | ט                       | ܛ                       | ط،ظ                     | Θθ                      | Þþ                      | Тт                      |
|       | yōdh   | braço                 | [j]        | י                       | ܝ                       | ي                       | Ιι                      | Ii, Jj                  | Іі, Її, Јј              |
|       | kaph   | palma (da mão)        | [k], [x]   | כ,ך                     | ܟ                       | ﻙ                       | Κκ                      | Kk                      | Кк                      |
|       | lāmedh | aguilhão              | [l]        | ל                       | ܠ                       | ﻝ                       | Λλ                      | Ll                      | Лл                      |
|       | mēm    | água                  | [m]        | מ,ם                     | ܡ                       | ﻡ                       | Μμ                      | Mm                      | Мм                      |
|       | nun    | peixe                 | [n]        | נ,ן                     | ܢ                       | ﻥ                       | Νν                      | Nn                      | Нн                      |
|       | sāmekh | coluna                | [s]        | ס                       | ܣ                       | ز                       | Ξξ, Χχ                  | Xx                      | Хх                      |
|       | ʼayin  | olho                  | [ʕ]        | ע                       | ܥ                       | ع،غ                     | Οο                      | Oo                      | Оо                      |
|       | pē     | boca                  | [p], [f]   | פ,ף                     | ܦ                       | ﻑ                       | Ππ                      | Pp, Ff                  | Пп                      |
|       | ṣādē   | papiro (planta)       | [ts], [sˤ] | צ,ץ                     | ܨ                       | ص،ض                     | Ϡϡ                      | TSts                    | Цц, Чч                  |
|       | qōph   | buraco de uma agulha  | [q]        | ק                       | ܩ                       | ﻕ                       | Ϙϙ                      | Qq                      | Кк                      |
|       | rēš    | cabeça                | [r]        | ר                       | ܪ                       | ﺭ                       | Ρρ                      | Rr                      | Рр                      |
|       | šin    | dente                 | [ʃ], [s]   | ש                       | ܫ                       | س،ش                     | Σσς                     | Ss                      | Сс, Шш                  |
|       | tāw    | marca                 | [t], [θ]   | ת                       | ܬ                       | ت،ث                     | Ττ                      | Tt                      | Тт                      |